# Anadara nux
Anadara nux är en musselart som först beskrevs av Sowerby 1833.  Anadara nux ingår i släktet Anadara och familjen Arcidae. Inga underarter finns listade i Catalogue of Life.